# 黄集站
黄集站是一个陇海线上的铁路车站，位于江苏省徐州市铜山区黄集乡，建于1921年，目前为四等站，邮政编码为221122。目前客运：办理旅客乘降；不办理行李、包裹托运；货运：办理整车货物发到。